# 崔雄
崔雄（韓語：최웅，1986年12月28日—），韓國男演員，本名崔善雄。

## 演出作品

### 電視劇
- 2012年：KBS《新娘面具》
- 2013年：tvN《Nine：九回時間旅行》飾演 崔正哲的秘書
- 2013年：KBS《秘密》飾演 崔廣秀
- 2013年：tvN《馬鈴薯星2013QR3》飾演 李智勳
- 2013年：SBS《來自星星的你》飾演 韓宥拉的跟蹤狂
- 2014年：KBS《真是好時節》飾演 閔宇鎮
- 2014年：SBS《你們被包圍了》飾演 金信明
- 2015年：tvN《Oh 我的鬼神君》飾演 朱昌奎
- 2016年：KBS《太陽的後裔》飾演 孔哲浩
- 2016年：MBC Every 1《網路漫畫英雄-Tundra Show 第2季》
- 2016年：MBC《好運羅曼史》飾演 沈寶妮的學長（特別出演）
- 2016年：MBC《舉重妖精金福珠》飾演 金基碩
- 2016年：tvN《孤單又燦爛的神－鬼怪》飾演 陰間使者（金差使）
- 2017年：OCN《Duel》飾演 羅秀浩
- 2018年：tvN 《百日的郎君》 飾演 鄭思燁
- 2018年：JTBC《先熱情地打掃吧》飾演 李道鎮
- 2020年：tvN《金錢遊戲》飾演 韓相民
- 2020年：KBS《不管誰說什麼》飾演 姜大路
- 2024年：KBS《醜聞》飾演 徐真浩／丁禹振

## 外部連結
- 崔雄的X（前Twitter）
- 崔雄的Instagram帳戶
- NAVER （页面存档备份，存于）